# Persone di cognome Winter
| Questa pagina contiene informazioni ricavate automaticamente dalle voci biografiche con l'ausilio del template Bio e di un bot. L'aggiornamento è periodico e automatico e ricostruisce completamente la pagina. Se manca una persona in questa lista, sei pregato di non aggiungerla, ma accertati piuttosto che la sua voce biografica contenga il template Bio e che i dati anagrafici siano correttamente compilati. Se il template Bio manca, inseriscilo tu stesso o, in alternativa, metti l'avviso {{tmp\|Bio}} che ne segnala la mancanza. Se i dati riportati sono sbagliati, correggi direttamente la voce biografica; le modifiche saranno visibili in questa lista entro pochi giorni. Per chiarimenti vedi il progetto biografie. La lista contiene solo le 45 persone che sono citate nell'enciclopedia e per le quali è stato implementato correttamente il template Bio. Pagina aggiornata al 3 nov 2022. |

Questa è una lista di persone presenti nell'enciclopedia che hanno il cognome Winter, suddivise per attività principale.

## Allenatori di calcio(1)
- Aron Winter, allenatore di calcio e ex calciatore olandese (Paramaribo, n.1967)

## Allenatori di pallacanestro(1)
- Tex Winter, allenatore di pallacanestro statunitense (Wellington, n.1922 - Manhattan, † 2018)

## Altisti(1)
- John Winter, altista australiano (Victoria Park, n.1924 - Perth, † 2007)

## Archeologi(1)
- Franz Winter, archeologo e storico dell'arte tedesco (Braunschweig, n.1861 - Bonn, † 1930)

## Artigiani(1)
- Carl Winter, artigiano austro-ungarico

## Attori(8)
- Alex Winter, attore, regista e sceneggiatore inglese (Londra, n.1965)
- Eric Winter, attore statunitense (La Mirada, n.1976)
- Judy Winter, attrice e doppiatrice tedesca (Friedland in Oberschlesien, ora Korfantów, Polonia, n.1944)
- Julia Winter, attrice svedese (Stoccolma, n.1993)
- Katia Winter, attrice svedese (Stoccolma, n.1983)
- Marcos Winter, attore brasiliano (São Paulo, n.1966)
- Ophélie Winter, attrice, cantante e ex modella francese (Boulogne-Billancourt, n.1974)
- Vincent Winter, attore scozzese (Aberdeen, n.1947 - Chertsey, † 1998)

## Biochimici(1)
- Gregory Paul Winter, biochimico britannico (Leicester, n.1951)

## Botanici(1)
- Ludwig Winter, botanico e architetto del paesaggio tedesco (Heidelberg, n.1846 - Bad Nauheim, † 1912)

## Calciatori(6)
- Adrian Winter, calciatore svizzero (Thalwil, n.1986)
- Andy Winter, calciatore scozzese (Wishaw, n.2002)
- Arie de Winter, calciatore olandese (Haarlem, n.1913 - † 1983)
- Max Winter, calciatore svizzero (Bergdorf, n.1888)
- Mike Winter, ex calciatore austriaco (Austria, n.1952)
- Nike Winter, calciatrice austriaca (Klagenfurt am Wörthersee, n.1989)

## Canoisti(1)
- Olaf Winter, ex canoista tedesco (Neustrelitz, n.1973)

## Canottieri(1)
- Martin Winter, canottiere tedesco (Zerbst, n.1955 - Magdeburgo, † 1988)

## Cantautori(2)
- David Alexandre Winter, cantautore olandese (Amsterdam, n.1943)
- Diana Winter, cantautrice italiana (Firenze, n.1985)

## Compositori(1)
- Peter Winter, compositore tedesco (Mannheim, n.1754 - Monaco di Baviera, † 1825)

## Disc jockey(1)
- Pedro Winter, disc jockey e produttore discografico francese (Parigi, n.1975)

## Discoboli(1)
- Paul Winter, discobolo e pesista francese (Ribeauvillé, n.1906 - Poitiers, † 1992)

## Funzionari(1)
- Edward Winter, funzionario e politico britannico (n.1622 - † 1686)

## Ginnasti(1)
- Ernst Winter, ginnasta tedesco (n.1907 - † 1943)

## Giocatori di baseball(1)
- Joanne Winter, giocatrice di baseball statunitense (Chicago, n.1924 - Scottsdale, † 1996)

## Giornalisti(2)
- Edward Winter, giornalista e scrittore britannico (n.1955)
- Henry Winter, giornalista inglese (Londra, n.1963)

## Imprenditori(1)
- Max Winter, imprenditore e dirigente sportivo austriaco (Ostrava, n.1904 - Minneapolis, † 1996)

## Lunghisti(1)
- Nils Winter, ex lunghista tedesco (Buxtehude, n.1977)

## Mafiosi(1)
- Howard Winter, mafioso statunitense (West Roxbury, n.1929 - Millbury, † 2020)

## Musicisti(1)
- Edgar Winter, musicista statunitense (Beaumont, n.1946)

## Pittori(1)
- Fritz Winter, pittore tedesco (Bönen, n.1905 - Herrsching, † 1976)

## Politici(1)
- Donald C. Winter, politico statunitense (n.1948)

## Sassofonisti(1)
- Paul Winter, sassofonista, compositore e musicista statunitense (Altoona, n.1939)

## Scacchisti(1)
- William Winter, scacchista inglese (Hampstead, n.1898 - Londra, † 1955)

## Sceneggiatori(1)
- Terence Winter, sceneggiatore e produttore televisivo statunitense (New York, n.1960)

## Scrittori(2)
- Leon de Winter, scrittore olandese ('s-Hertogenbosch, n.1954)
- Virginia de Winter, scrittrice italiana (n.1982)

## Triplisti(1)
- Nick Winter, triplista australiano (Brocklesby, n.1894 - Nankek, † 1955)